# Politiezone Mira
De Politiezone Mira (zonenummer 5457) is een politiezone die werkt in de West-Vlaamse gemeenten Waregem, Anzegem, Avelgem, Spiere-Helkijn en Zwevegem. De zone ligt in het gerechtelijk arrondissement West-Vlaanderen. De operationele diensten zijn gehuisvest in het nieuwe hoofdcommissariaat in de Kalkhoevestraat 4 te Waregem. 
Het is de fusie van 9 lokale Gemeentepolitie- en Rijkswachteenheden en bestaat uit 123 agenten en 10 burgers die waken over 85.000 mensen.
Bij de oprichting in 2002 was Hoofdcommissaris Jean Pierre Coudenys de eerste korpschef
Sinds 2018 is Hoofdcommissaris Frederik Vandecasteele  er korpschef. Kurt Vanryckeghem is voorzitter.
Bij de keuze van de naam haalde men inspiratie uit het boek De teleurgang van den Waterhoek van Stijn Streuvels dat verfilmd werd als "Mira" en zich in de streek afspeelde.

## Wijkbureaus en afdelingen
- Anzegem Centrum
- Anzegem Kaster - Tiegem
- Anzegem Ingooigem
- Avelgem Centrum
- Avelgem Bossuit - Outrijve
- Avelgem Waarmaarde - Kerkhove
- Spiere-Helkijn
- Waregem Villawijk
- Waregem Centrum - Torenhof
- Waregem Gaverke - Sint-Eloois-Vijve
- Waregem Nieuwenhove
- Waregem Desselgem
- Waregem Beveren-Leie
- Zwevegem Heestert - Otegem - Vichte (Anzegem)
- Zwevegem Sint-Denijs - Moen
- Zwevegem Centrum Europawijk
- Zwevegem Centrum Kreupel
- Zwevegem Centrum Lossaard